# كريس جيلبو
كريس جيلبو، ولد في الرابع من أبريل 1978، وهو كاتب ورائد أعمال ومدون ومتحدث أمريكي. في البداية، حظيت مدونته -فن عدم المطابقة- الخاصة بريادة الأعمال والسفر بالاهتمام، والتي أدت إلى نشر كتاب يحمل نفس الأسم في عام 2010. بعد ذلك، نشر ستة كتب إضافية من بينها شركة ناشئة بمئة دولار (2012)، والزحام الجانبي (2017)، ومؤخرًا The Money Tree (2020) روايته الأولى. ينظم أيضًا مؤتمر القمة السنوي للسيطرة العالمية في بورتلاند أوريغون، ويقدم البودكاست اليومية مدرسة الزحام الجانبي.

## النشأة والحياة العلمية
ولد جيلبو في الرابع من شهر أبريل لعام 1978. عندما كان في السادسة من عمره، انتقل مع والدته إلى الفلبين، أقام فيها لمدة عامين. وفي مرحلة المراهقة، ترك جيلبو التعليم الثانوي، لكنه بدأ في حضور دروس الكلية في عامه السادس عشر. حصل على اعتمادات من مدارس متعددة، وتخرج في نهاية المطاف بدرجة البكالوريوس من جامعة أثينا الحكومية في عامين ونصف. بعدها في عامه العشرون بدأ بالدراسة العليا، وعمل في تجارة الجملة الصغيرة لتمويل دراسته.
من عام 2002 إلى عام 2006، تطوع مع المؤسسة الخيرية الطبية سفن الرحمة، في غرب أفريقيا. بعد عودته إلى الولايات المتحدة، واصل دراسته العليا وحصل على درجة الماجستير في الآداب في الدراسات الدولية من جامعة واشنطن عام 2008.

## الحياة المهنية
في عام 2008، أسس جيلبو مدونة فن عدم المطابقة، التي تناقش عددًا من الموضوعات بما في ذلك ريادة الأعمال والعمل الحر والسفر. في يونيو 2008، أصدر كتابًا إلكترونيًا مجانيًا عن طريق مدونته تحت عنوان -دليل موجز للسيطرة على العالم- ، والذي حُمّلَ لأكثر من 100,000 مرة في نهاية الأمر. وفي عام 2008 أيضًا، بدأ جيلبو باستخدام مدونته لتوثيق هدفه الخاص بالسفر إلى جميع دول العالم البالغ عددها 193 دولة بحلول عيد ميلاده الخامس والثلاثين في أبريل 2013. جرى تمويل الرحلات بشكل أساسي عن طريق دخل عمله الحر، وأميال الطيران المتراكمة، وبرامج مكافآت السفر الأخرى. زار آخر بلد على قائمته، النرويج، في عيد ميلاده الخامس والثلاثين.
خلال رحلاته، ساهم جيلبو أيضًا في مشاريع أخرى. في عام 2010، أسس Travel Hacking Cartel، وهي خدمة اشتراك تزود المسافرين المحتملين بمعلومات عن برامج السفر الدائم وصفقات السفر الأخرى. في سبتمبر العام ذاته، نشر كتابه الأول، فن عدم المطابقة، عن طريق «Penguin». للترويج للكتاب، ذهب في جولة لمدة أربعة أشهر -تعرف بأسم «رحلة الكتاب غير التقليدية»- إلى كل ولاية أمريكية وإقليم كندي. %20 من عائدات الكتاب منحت إلى المؤسسة الخيرية: واتر.
في عام 2011، نظم قمة السيطرة العالمية الإفتتاحية «WDS»، وهو مؤتمر سنوي مقره في بورتلاند أوريغون، يستهدف الأفراد ذوي المسارات المهنية غير التقليدية. حضر «قمة السيطرة العالمية» أكثر من 10,000 مشارك خلال فترة تنفيذه، تضمن متحدثين بارزين من بينهم برينيه براون، وسكوت هاريسون، وغريتشين روبين وغيرهم. وفي الحدث الثاني من «قمة السيطرة العالمية» عام 2012، أعطى جيلبو لجميع الحاضرين فاتورة بقيمة 100 دولار لاستخدامها في المشاريع الريادية أو التبرعات الخيرية. في مايو العام ذاته، أصدر أيضًا كتابه الثاني شركة ناشئة بمئة دولار، عبر «Crown Busines». احتل المركز السادس للتصنيف الخاص بمجلة نيويورك تايمز ضمن قائمة أفضل المبيعات. في عام 2013، بدأ جيلبو مؤسسة المنح الدراسية للحياة الواقعية، عبر مؤتمر السيطرة العالمية. يمكن للمتقدمين المقبولين الحصول على ما يصل إلى 12,000 دولار كمنحة مالية لمتابعة مشاريعهم.
في سبتمبر 2014، أصدر جيلبو كتابه الثالث «The Happiness of Pursuit». وصدر كتابه الرابع «Born For This» في 5 أبريل لعام 2016. للترويج لهذا الكتاب، قام بجولة في 30 مدينة في جميع أنحاء الولايات المتحدة. في يناير 2017، بدأ جيلبو بودكاست مدرسة الزحام الجانبي وورشة عمل عبر الإنترنت. يعرض البودكاست قصصًا لأشخاص يكملون وظائفهم التقليدية بمصادر دخل إضافية «الزحام الجانبي». كما توفر ورشة العمل عبر الإنترنت للمستخدمين الأدوات والمعلومات لإنشاء أعمالهم الجانبية. في وقت لاحق من عام 2017، نشر جيلبو كتابه الخامس، «جانب الزحام: من الفكرة إلى الدخل في 27 يومًا». صدر كتاب آخر «100 Side Hustles»، في يونيو 2019 وضم 100 قصة جمعت من بودكاست مدرسة الزحام الجانبي.
في أبريل 2020، نشر جيلبو روايته الأولى «The Money Tree»، وأستمر كذلك في عام 2020 بتقديم الحلقة اليومية في البودكاست «مدرسة الزحام الجانبي»، كما كتب للعديد من المجلات أبرزهم بيزنس ويك، وذا أوريجونيان، ونيويورك تايمز، وغيرهم.